# Parkour en los Juegos Mundiales de 2022
El Parkour en los Juegos Mundiales de 2022 es uno de los deportes que formó parte de los Juegos Mundiales de 2022 celebrados en Birmingham, Alabama durante el mes de julio de 2022, llevándose a cabo en el Sloss Furnaces. Es uno de los deportes que debutan en el programa de los Juegos Mundiales.

## Participantes
- Australia (1)
- Bélgica (1)
- Bulgaria (1)
- República Checa (2)
- España (1)
- Reino Unido (1)
- Grecia (1)
- Italia (1)
- Japón (2)
- Países Bajos (1)
- Suecia (2)
- Ucrania (2)
- Estados Unidos (1)

## Eventos

### Masculino
| Evento    | Oro                 | Plata            | Bronce           |
| --------- | ------------------- | ---------------- | ---------------- |
| Velocidad | Bohdan Kolmakov     | Andrea Consolini | David Nelmes     |
| Libre     | Ioakeim Theodoridis | Elis Torhall     | Jérémy Lorsignol |

### Femenino
| Evento    | Oro              | Plata            | Bronce       |
| --------- | ---------------- | ---------------- | ------------ |
| Velocidad | Miranda Tibbling | Noa Man          | Hikari Izumi |
| Libre     | Noa Man          | Miranda Tibbling | Hikari Izumi |

## Medallero
| Rank               | País               | Oro | Plata | Bronce | Total |
| ------------------ | ------------------ | --- | ----- | ------ | ----- |
| 1                  | Suecia             | 1   | 2     | 0      | 3     |
| 2                  | Países Bajos       | 1   | 1     | 0      | 2     |
| 3                  | Grecia             | 1   | 0     | 0      | 1     |
| 3                  | Ucrania            | 1   | 0     | 0      | 1     |
| 5                  | Italia             | 0   | 1     | 0      | 1     |
| 6                  | Japón              | 0   | 0     | 2      | 2     |
| 7                  | Bélgica            | 0   | 0     | 1      | 1     |
| 7                  | Reino Unido        | 0   | 0     | 1      | 1     |
| Totales (8 países) | Totales (8 países) | 4   | 4     | 4      | 12    |